# 아르먄스크

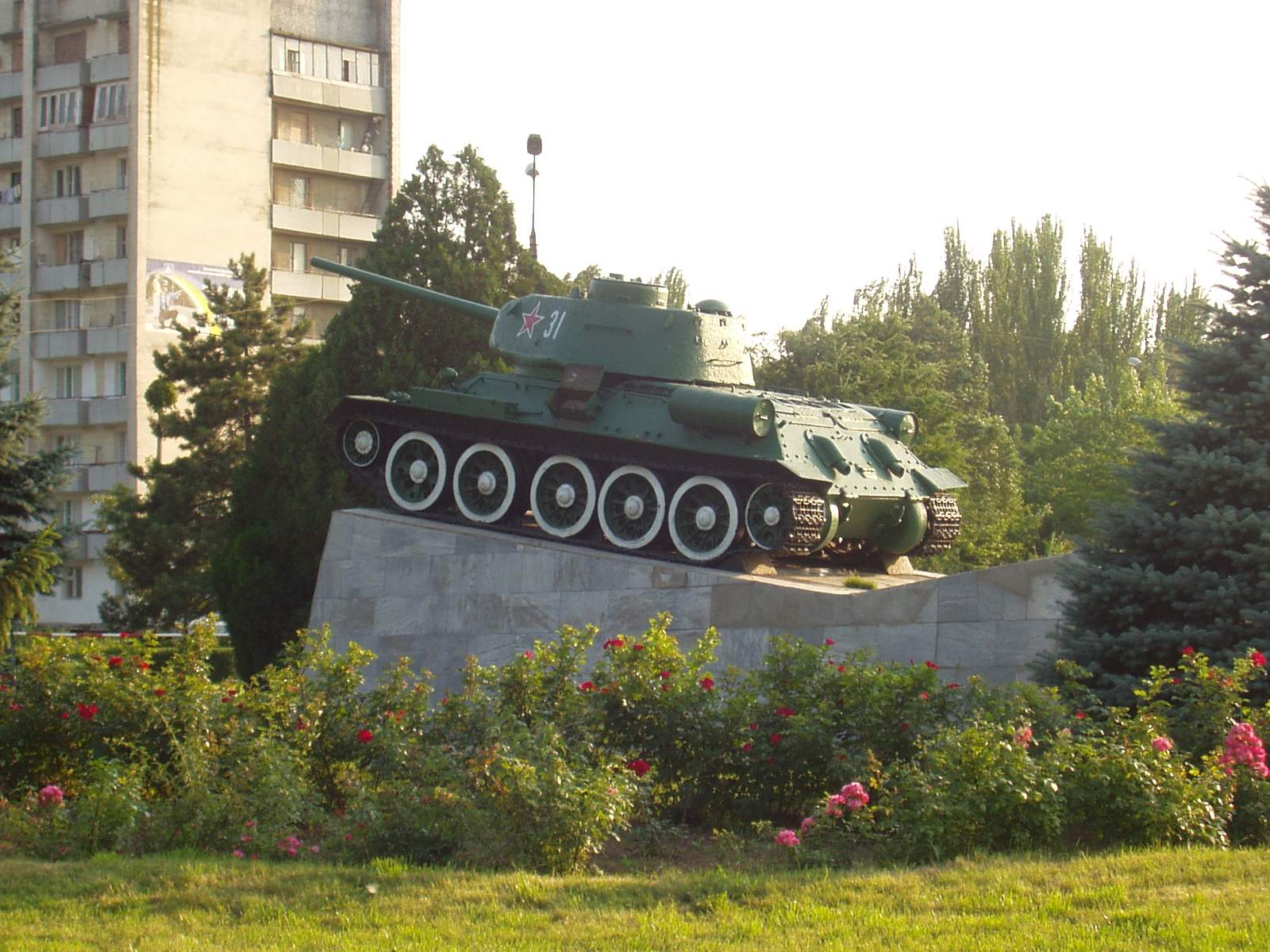
아르먄스크 T-34 기념비

아르먄스크(러시아어: Армянськ, 우크라이나어: Армянськ 아르먄스크[*], 크림 타타르어: Ermeni Bazar, 영어: Armiansk)는 크림반도 북부에 위치한 도시로 러시아 크림 공화국(사실상) 또는 우크라이나 크림 자치 공화국(국제적인 승인)에 위치한다. 참고로 크림반도는 2014년 이후부터 우크라이나로부터 독립을 선언하여 러시아에 병합되었지만 대다수의 국가와 유엔은 이를 인정하지 않고 있다.
면적은 16.2km2, 높이는 5m, 인구는 21,987명(2014년 기준), 인구 밀도는 1,375.68명/km2이다. 18세기에 크림반도에 거주하던 아르메니아인과 그리스인에 의해 설립되었으며 도시 이름 또한 여기서 유래된 이름이다. 크림반도를 연결하는 주요 도로가 지나가는 곳이다. 잔코이와 헤르손 사이를 연결하는 철도 노선과 접한다.

시기
시 문장